# Wanderlust (The Weeknd)
Wanderlust è un singolo del cantante canadese The Weeknd, pubblicato il 31 marzo 2014 come quinto estratto dal primo album in studio Kiss Land.
Il brano contiene un campionamento di Precious Little Diamond del gruppo olandese Fox the Fox (1983).

## Tracce
Download digitale
1. Wanderlust (Pharrell Remix) – 5:05

Download digitale – Remixes
1. Wanderlust (Steve Pitron & Max Sanna Club Mix) – 6:36
2. Wanderlust (Steve Pitron & Max Sanna Radio Edit) – 3:45
3. Wanderlust (Clean Bandit Remix) – 3:16